# Prix Stanislas du premier roman
Créé en 2016 par Le Livre sur la place et Groupama, le Prix Stanislas récompense l’auteur d’un premier roman publié à la rentrée de septembre. Huit à dix ouvrages de la rentrée littéraire sont sélectionnés au cours de l'été, le nom du lauréat est connu à la fin de celui-ci, avant que la récompense ne soit remise dans le cadre du festival littéraire Le Livre sur la place de Nancy.

## Présidents
- 2016 : Serge Joncour[2], prix Femina 2020. Jury : Baptiste Liger, Elodie Mougin, Sarah Polacci, Valérie Susset ainsi que cinq collaborateurs de Groupama
- 2017 : Daniel Picouly[3], prix Renaudot 1999. Jury : Baptiste Liger, Sarah Polacci, Valérie Susset, Pierre Vavasseur ainsi que cinq collaborateurs de Groupama
- 2018 : Leïla Slimani[4],[5], prix Goncourt 2016. Jury : Baptiste Liger, Daniel Picouly, Sarah Polacci, Valérie Susset, Pierre Vavasseur ainsi que cinq collaborateurs de Groupama
- 2019 : Tatiana de Rosnay[6]. Jury : Baptiste Liger, Daniel Picouly, Sarah Polacci, Valérie Susset, Pierre Vavasseur ainsi que cinq collaborateurs de Groupama
- 2020 : Jean-Christophe Rufin[7], de l’Académie française, prix Goncourt 2001. Jury : Baptiste Liger, Daniel Picouly, Sarah Polacci, Valérie Susset, Pierre Vavasseur ainsi que cinq collaborateurs de Groupama
- 2021 : Franz-Olivier Giesbert. Jury : Baptiste Liger, Daniel Picouly, Sarah Polacci, Valérie Susset, Pierre Vavasseur ainsi que cinq collaborateurs de Groupama
- 2022 : Hervé Le Tellier, prix Goncourt 2020. Jury : Nathalie Broutin (France Bleu), Baptiste Liger (Magazine Lire), Daniel Picouly (France Ô), Pierre Vavasseur (Le Parisien) ainsi que cinq collaborateurs de Groupama[8].
- 2023: Clara Dupont-Monod, prix Femina. Jury : Nathalie Broutin (France Bleu), Baptiste Liger (Magazine Lire), Daniel Picouly (France Ô), Valérie Susset (L'Est Républicain), Pierre Vavasseur (Le Parisien) et de collaborateurs de Groupama[9].

## Lauréats
- 2016 : Elodie Llorca[1],[10],[11], pour La correction (éditions Rivages)
- 2017 : Sébastien Spitzer[1],[12],[13],[14], pour Ces rêves qu'on piétine (Éditions de l'Observatoire), Prix Emmanuel-Roblès, Prix ENS Paris-Saclay
- 2018 : Estelle-Sarah Bulle[1],[15], pour Là où les chiens aboient par la queue (Éditions Liana Levi), Prix Eugène Dabit du roman populiste, Prix Libraires en Seine
- 2019 : Victoria Mas[1],[16], pour Le bal des folles (éditions Albin Michel), Prix Renaudot des Lycéens, Prix Première Plume
- 2020 : Laurent Petitmangin[7],[17],[18],[19],[14], pour Ce qu’il faut de nuit (éditions La Manufacture de Livres), Prix Femina des Lycéens, Feuille d'or de la ville de Nancy, Grand Prix SGDL du Premier Roman, Prix ENS Paris-Saclay
- 2021 : Frédéric Ploussard, pour Mobylette (éditions Héloïse d'Ormesson)[20]
- 2022 : Laurence Potte-Bonneville, pour Jean-Luc et Jean-Claude (Verdier)[21]
- 2023 : Julie Héraclès, pour Vous ne connaissez rien de moi (Éditions Jean-Claude Lattès)[22]
- 2024 : Célestin de Meeûs, pour Mythologie du .12 (éditions du sous-sol)[23]